# Ceratina propinqua
Ceratina propinqua là một loài Hymenoptera trong họ Apidae. Loài này được Cameron mô tả khoa học năm 1897.